# Quốc kỳ Cộng hòa Xã hội chủ nghĩa Xô viết Armenia
Quốc kỳ Cộng hòa Xã hội chủ nghĩa Xô viết Armenia được chính phủ Armenia Xô viết thông qua vào ngày 17 tháng 12 năm 1952. Lá cờ này tương tự như quốc kỳ Liên Xô nhưng có một sọc ngang màu xanh ở giữa. Màu đỏ tượng trưng cho "cuộc đấu tranh cách mạng của quần chúng lao động" còn búa liềm vàng đại diện cho liên minh giữa nông dân và công nhân.

## Lịch sử
Quốc kỳ đầu tiên của Cộng hòa Xã hội chủ nghĩa Xô viết Armenia đã được giới thiệu trong hiến pháp, được chấp nhận vào ngày 2 tháng 2 năm 1922 bởi Đại hội Xô viết đầu tiên. Lá cờ năm 1922 có màu đỏ với các ký tự Kirin ССРА (SSRA) ở góc trên bên trái.
Lá cờ đó chỉ tồn tại trong một tháng, bởi vì vào ngày 12 tháng 3, Armenia đã hợp nhất với Azerbaijan và Gruzia để tạo nên Ngoại Kavkaz Xô viết (TSFSR) và một lần nữa được chia thành ba nước cộng hòa vào năm 1936.
Giữa năm 1936 và 1952, lá cờ có màu đỏ với búa liềm vàng ở góc trên cùng bên trái. Các ký tự tiếng Armenia HSSR (Haykakan Sovetakan Sotsialistakan respublika) có màu vàng 
và ở dưới búa liềm.
Quốc kỳ năm 1952 được thay thế vào năm 1990 bằng cờ tam tài có sọc ngang màu đỏ, lam và cam (dựa trên quốc kỳ Đệ nhất Cộng hòa Armenia).

## Các lá cờ trước

Cộng hòa Xã hội chủ nghĩa Xô viết Armenia (1922)
Cộng hòa Xã hội chủ nghĩa Xô viết Armenia trong Ngoại Kavkaz Xô viết (1922–1936)
Cộng hòa Xã hội chủ nghĩa Xô viết Armenia (1936–1940)
Cộng hòa Xã hội chủ nghĩa Xô viết Armenia (1940–1952)
Cộng hòa Xã hội chủ nghĩa Xô viết Armenia (1952–1990)